# Type 95 So-Ki
La Type 95 So-Ki era un'autoblindo bimodale strada-rotaia adottata dall'Esercito imperiale giapponese nel 1935. Era caratterizzato dalla possibilità di spostarsi indifferentemente su binari ferroviari e su strada tramite cingoli, come indicato dall'abbreviazione So-Ki, acronimo di "sōkō", blindato, e "kidō", binario ferroviario.

## Sviluppo

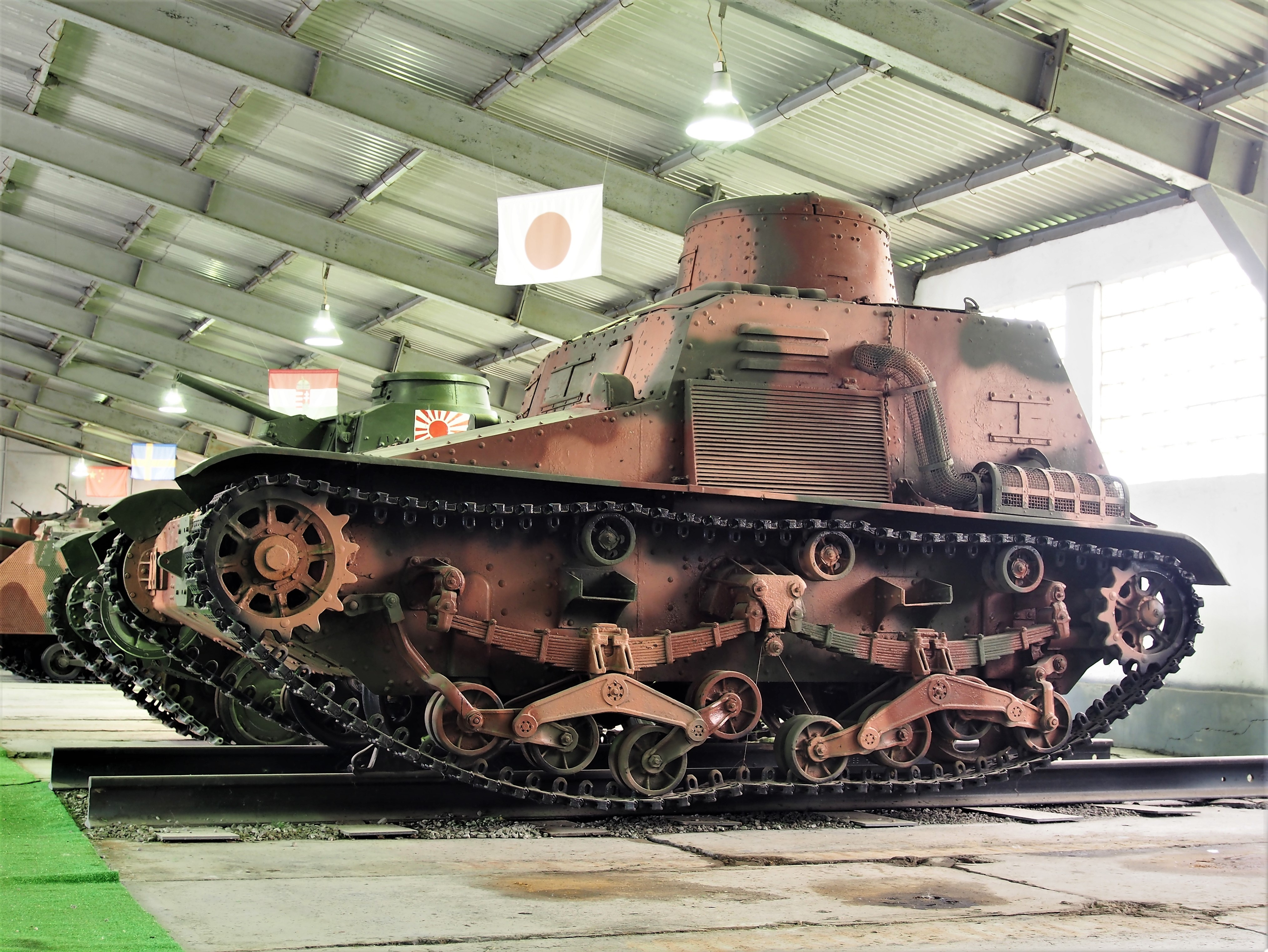
Type 95 esposto al Museo dei mezzi corazzati di Kubinka.

Il veicolo fu sviluppato per l'utilizzo da parte del genio militare per il pattugliamento della Ferrovia della Manciuria meridionale. Progettato e realizzato dalla Tokyo Gas Electric Engineering Company, venne accettato in servizio nel 1935. Il mezzo era basato su un carrello a 2 assi e 4 ruote. Per potersi muovere sulle diverse ferrovie del continente asiatico, gli assi erano regolabili su scartamento ridotto (1.067 mm), scartamento normale (1.435 mm) e scartamento largo (1.524 mm). Inoltre il mezzo poteva fungere da motrice ferroviaria trainando diversi carri merci leggeri Type 91. 
La grande particolarità del mezzo era ovviamente la possibilità di muoversi anche su strada su cingoli. Blindati ruotati che potevano muoversi anche su rotaia erano in servizio in vari paesi e lo stesso Esercito imperiale aveva già in servizio il Type 91 Sumida, ma il Type 95 era l'unico bimodale cingolato al mondo prodotto in serie. I cingoli, composti da quattro carrelli portanti a due ruote, ruota motrice anteriore, ruota di rinvio posteriore e tre ruotini reggicingolo, venivano sollevati durante la marcia su strada ferrata; per la marcia su strada venivano abbassati i cingoli e sollevati gli assali ferroviari. L'operazione poteva essere effettuata dall'interno del mezzo e richiedeva 1 minuto da rotaia a strada e 3 minuti da strada a rotaia. 
Lo scafo blindato era simile a quello di un carro leggero, con corazzatura resistente ai proiettili di armi portatili. La torretta circolare era priva di armamento, che era limitato alle armi personali e alla mitragliatrice leggera Type 11 della squadra trasportata. Infatti l'Arma di fanteria, responsabile di tutti i carri armati, non consentiva l'installazione di armamento fisso su mezzi del genio. Tali competizioni tra le varie Armi dell'Esercito imperiale erano frequenti e crearono problemi anche durante lo sviluppo di altri veicoli corazzati del genio. 
Il mezzo fu prodotto tra il 1935 e il 1943 dalla Tokyo Gas Electric Engineering Company in 121 o 135 esemplari.
Venne sviluppata anche una variante carro soccorso con gru.

## Impiego operativo

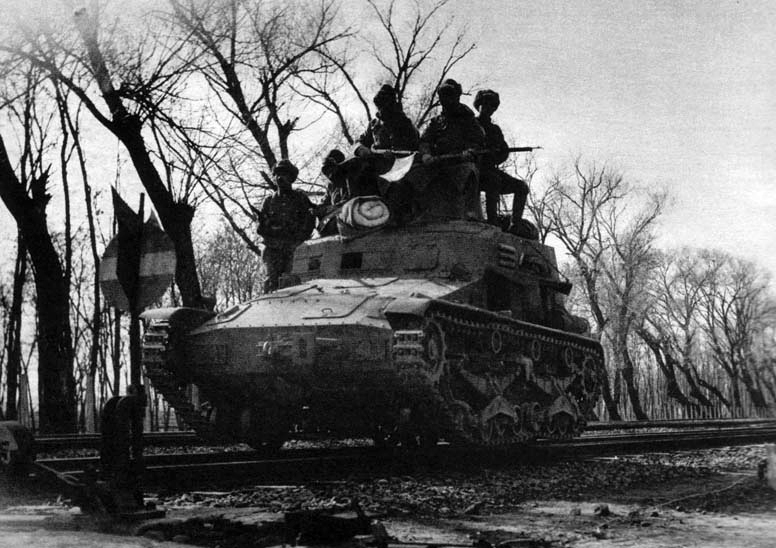
Type 95 con equipaggio su rotaie.

Il mezzo fu assegnato a tutte le unità logistiche ferroviarie e venne impiegato in battaglia durante la guerra sino-giapponese, principalmente per il pattugliamento e la protezione delle linee ferroviarie e, in alcuni casi, in operazioni tattiche lungo le ferrovie. Sfruttando le sue caratteristiche di alta mobilità, il mezzo venne utilizzato a volte dalle avanguardie in esplorazione. Durante la guerra del Pacifico, un piccolo numero fu schierato sul fronte della Birmania.
Dopo la fine della seconda guerra mondiale alcuni mezzi furono requisiti dall'Esercito cinese e uno di questi è attualmente esposto nel Museo Militare della Rivoluzione Popolare a Pechino.